# Antonio Montiel Márquez
José Antonio Montiel Márquez (Jaén, Andalusia, 31 de juliol de 1958) és un polític, advocat i professor universitari valencià, ha estat secretari general i portaveu de Podem-País Valencià a les Corts Valencianes (2015-2017).

## Biografia
La seua família va emigrar a València des d'Andalusia a principis dels anys 60. És llicenciat en Dret per la Universitat de València (UV), en Ciències Polítiques per la UNED i té un màster en Gestió i Anàlisi de Polítiques Públiques. Des de 2006 és professor associat en el departament de Dret Constitucional, Ciència Política i de l'Administració de la UV. És secretari municipal en excedència del municipi valencià d'Albal i soci director del despatx Montiel-Pérez Advocats.
Al marge de la seua trajectòria professional, Montiel ha tingut llocs directius en la Fundació Centre d'Estudis Polítics i Socials (CEPS). A més és membre fundador de Per l'Horta, en la qual ha estat portaveu, i membre del consell estatal de Greenpeace. També ha participat en la presentació a les Corts Valencianes d'una Iniciativa Legislativa Popular per a una ràdio i televisió pública en valencià. És autor i coautor de diversos llibres i col·laborador habitual de premsa i ràdio.
Pel que fa a la seua trajectòria al si de la formació política Podem, Montiel resultà elegit secretari general del partit el 2015, mesos abans de la convocatòria electoral en la que va ser candidat a la presidència de la Generalitat Valenciana i Podem va aconseguir representació parlamentària amb 13 escons. Montiel deixa el càrrec de síndic-portaveu del grup a les Corts dos anys després i és substituït pel nou secretari general de Podem-PV Antonio Estañ, elegit dos mesos abans en una assemblea on Montiel no va presentar la seua candidatura per a renovar el càrrec. Tampoc va repetir a les llistes electorals de maig de 2019 abandonant així l'activitat al partit.

## Multimèdia
- Col·loqui entre Antonio Montiel i Mónica Oltra previ a les eleccions a les Corts Valencianes de 2015 (1 h 47 min).
- Spot electoral de Podem a les eleccions a les Corts Valencianes de 2015.